# Sun Ribo
Sun Ribo (chiń. 孙日波; ur. 18 grudnia 1976 w Zhuanghe) – chińska biathlonistka, srebrna medalistka mistrzostw świata.

## Kariera
W zawodach Pucharu Świata zadebiutowała 16 lutego 1995 roku w Anterselvie, zajmując 74. miejsce w biegu indywidualnym. Pierwsze punkty zdobyła 9 lutego 1998 roku w Nagano, zajmując 21. miejsce w tej samej konkurencji. Jedyny raz na podium zawodów pucharowych stanęła 8 marca 2005 roku w Hochfilzen, kończąc rywalizację w biegu indywidualnym na drugiej pozycji. Najlepsze wyniki osiągnęła w sezonie 2004/2005, kiedy zajęła 40. miejsce w klasyfikacji generalnej.
Największy sukces osiągnęła podczas mistrzostw świata w Hochfilzen w 2005 roku. Zajęła tam drugie miejsce w biegu indywidualnym, rozdzielając na podium Niemkę Andreę Henkel i Lindę Tjørhom z Norwegii. Była też między innymi dziewiąta w sztafecie na mistrzostwach świata w Chanty-Mansyjsku w 2003 roku. Ponadto wielokrotnie zdobywała medale igrzysk azjatyckich, w tym złoty w sztafecie na igrzyskach azjatyckich w Aomori w 2003 roku.
W 1998 roku wystartowała na igrzyskach olimpijskich w Nagano, zajmując 21. miejsce w biegu indywidualnym, 39. w sprincie i siódme w sztafecie. Na rozgrywanych cztery lata później igrzyskach olimpijskich w Salt Lake City uplasowała się na 15. pozycji w biegu indywidualnym, 57. w sprincie i 13. w sztafecie. Brała też udział w igrzyskach olimpijskich w Turynie w 2006 roku, gdzie zajęła 21. miejsce w sprincie, 22. w biegu pościgowym i biegu masowym oraz 9. w sztafecie.

## Osiągnięcia

### Igrzyska olimpijskie
| Rok  | Miejscowość    | Konkurencje | Konkurencje | Konkurencje | Konkurencje | Konkurencje | Konkurencje | Konkurencje |
| Rok  | Miejscowość    | IN          | SP          | PU          | MS          | RL          | MR          | SR          |
| ---- | -------------- | ----------- | ----------- | ----------- | ----------- | ----------- | ----------- | ----------- |
| 1998 | Nagano         | 21.         | 39.         | nd.         | nd.         | 7.          | nd.         | –           |
| 2002 | Salt Lake City | 15.         | 57.         | DNS         | nd.         | 13.         | nd.         | –           |
| 2006 | Turyn          | –           | 21.         | 22.         | 22.         | 9.          | nd.         | –           |

### Mistrzostwa świata
| Rok  | Miejscowość     | Konkurencje | Konkurencje | Konkurencje | Konkurencje | Konkurencje | Konkurencje | Konkurencje |
| Rok  | Miejscowość     | IN          | SP          | PU          | MS          | RL          | MR          | SR          |
| ---- | --------------- | ----------- | ----------- | ----------- | ----------- | ----------- | ----------- | ----------- |
| 1995 | Anterselva      | 74.         | –           | nd.         | nd.         | 10.         | nd.         | –           |
| 1997 | Osrblie         | 64.         | 56.         | –           | nd.         | 13.         | nd.         | –           |
| 2000 | Oslo            | 50.         | 53.         | DNF         | –           | DNF         | nd.         | –           |
| 2003 | Chanty-Mansyjsk | 58.         | 12.         | 23.         | 30.         | 9.          | nd.         | –           |
| 2005 | Hochfilzen      | 2.          | –           | –           | 15.         | 11.         | nd.         | –           |

### Puchar Świata

#### Miejsca w klasyfikacji generalnej
| Sezon     | Miejsce |
| --------- | ------- |
| 1994/1995 | -       |
| 1995/1996 | -       |
| 1996/1997 | -       |
| 1997/1998 | 77.     |
| 1998/1999 | -       |
| 1999/2000 | 61.     |
| 2001/2002 | 54.     |
| 2002/2003 | 46.     |
| 2004/2005 | 40.     |
| 2005/2006 | 44.     |

#### Miejsca na podium w zawodach chronologicznie
| Lp. | Dzień   | Rok  | Miejscowość | Konkurencja                | Lokata | Pudła   | Czas biegu | Strata | Zwycięzca     |
| --- | ------- | ---- | ----------- | -------------------------- | ------ | ------- | ---------- | ------ | ------------- |
| 1.  | 8 marca | 2005 | Hochfilzen  | Bieg indywidualny na 15 km | 2.     | 0+1+0+1 | 52:37,5    | +30,2  | Andrea Henkel |